# Piazza Salimbeni
Piazza Salimbeni è una delle principali piazze di Siena, in Toscana.
La piazza, creata nel XIX secolo e circondata da edifici di epoche diverse (dal XIII al XVI secolo), si trova nel centro storico della città, nel punto in cui la strada dei Banchi di Sopra si interseca con via dei Montanini e via Pianigiani. Costituisce la storica sede della Banca Monte dei Paschi di Siena.

## Storia
Originariamente, in epoca medievale e rinascimentale, l'area presentava una configurazione complessa e stratificata, caratterizzata da un dedalo di vie strette e edifici fortificati. L'elemento più antico dell'intero complesso si trova nelle strutture del palazzo Salimbeni, risalente al XIII secolo. Questo edificio rappresenta il centro di un vasto insieme di strutture fortificate, noto come "castellare", che a partire dall'inizio del XIII secolo divenne la residenza della famiglia Salimbeni.
A partire dal 1873, il Monte dei Paschi di Siena avviò un'opera di riassetto urbanistico, acquisendo spazi e demolendo strutture per creare una nuova piazza più armoniosa e rappresentativa della storia cittadina. L'architetto Giuseppe Partini elaborò un progetto volto a riorganizzare e valorizzare l'area, culminato con la demolizione della terrazza del palazzo Spannocchi e la realizzazione di una facciata neogotica per il palazzo stesso, ispirata a stilemi quattrocenteschi. La piazza fu completata nel 1882 con l'erezione di un monumento dedicato a Sallustio Bandini, noto economista senese, opera di Tito Sarrocchi.

## Edifici e monumenti
Palazzo Tantucci
Costruito nel 1548, presenta uno stile manierista. Nel XIX secolo gli interni furono ristrutturati da Giuseppe Partini, e nel secolo successivo subì ulteriori modifiche. Dal 1868 ospita gli uffici del Monte dei Paschi di Siena.
Palazzo Salimbeni
Originariamente un castellare della famiglia Salimbeni, l'edificio presenta ancora elementi medievali come una delle torri e l'originario "fondaco". Nel 1419 passò alla Repubblica di Siena, diventando una dogana del sale e ufficio di gabella, e dal 1472 ospitò anche il Monte Pio, istituzione contro l'usura. Nel 1866, il Monte Pio fu assorbito dal Monte dei Paschi, che acquistò il palazzo e ne fece la sede centrale, restaurandolo in stile neogotico nel 1877 su progetto di Giuseppe Partini.
Palazzo Spannocchi
Il palazzo fu commissionato nel 1473 dal mercante Ambrogio Spannocchi all'architetto Giuliano da Maiano, il quale ne progettò l'aspetto in stile classico, arricchendo la facciata con sculture di antichi imperatori romani e creando una corte interna con loggiato. Nel 1880 fu restaurato da Giuseppe Partini, che ne modificò alcuni elementi e aggiunse una facciata imitante quella di Banchi di Sopra. Anche questo palazzo ospita alcuni uffici della Banca Monte dei Paschi di Siena.
Monumento a Sallustio Bandini
Il monumento fu commissionato allo scultore Tito Sarrocchi nel dicembre 1879, il quale completò la scultura nell'anno successivo, secondo le indicazioni di Giuseppe Partini, donandola alla città. Il monumento è stato inaugurato nel 1882.

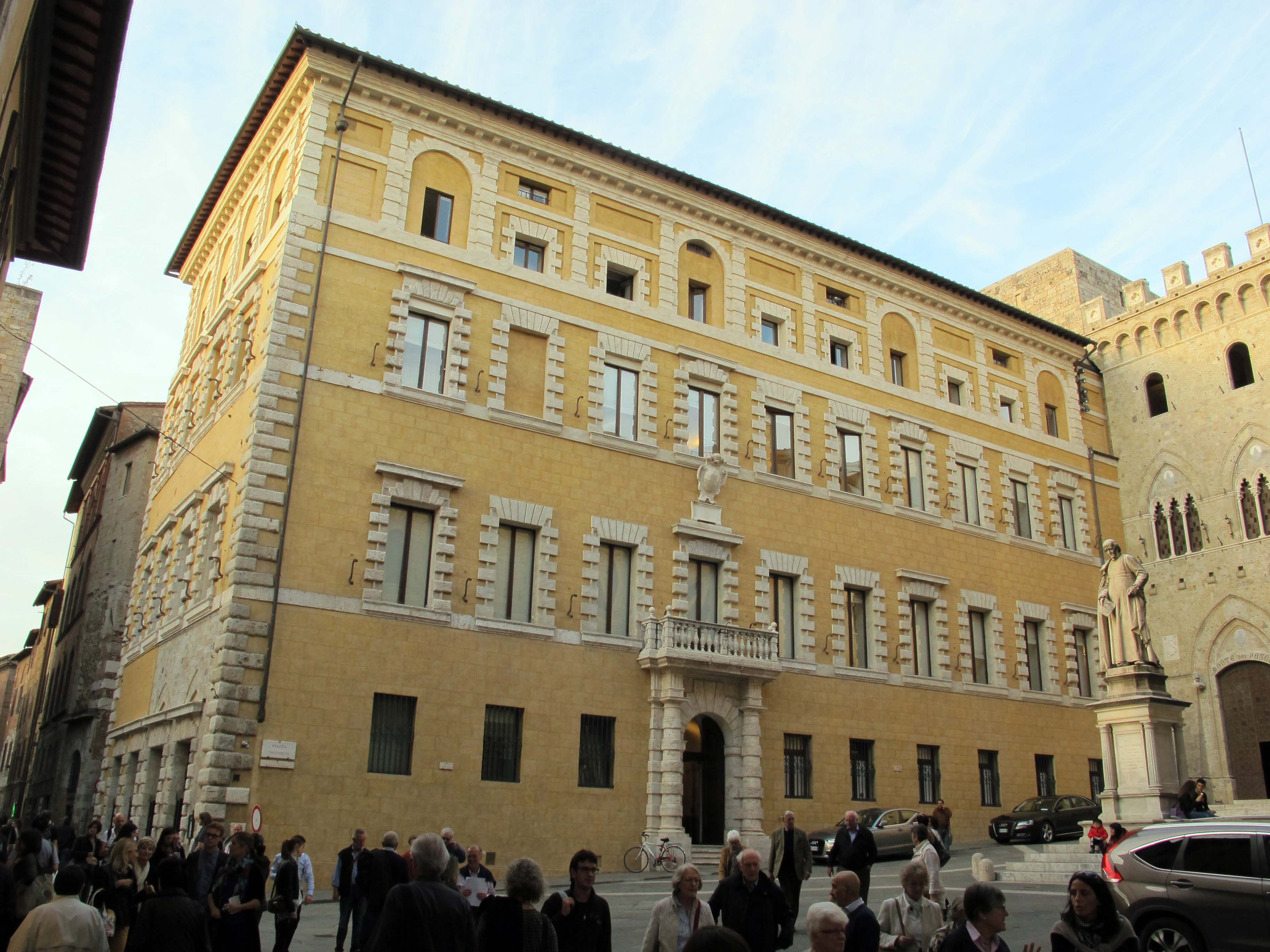
Palazzo Tantucci
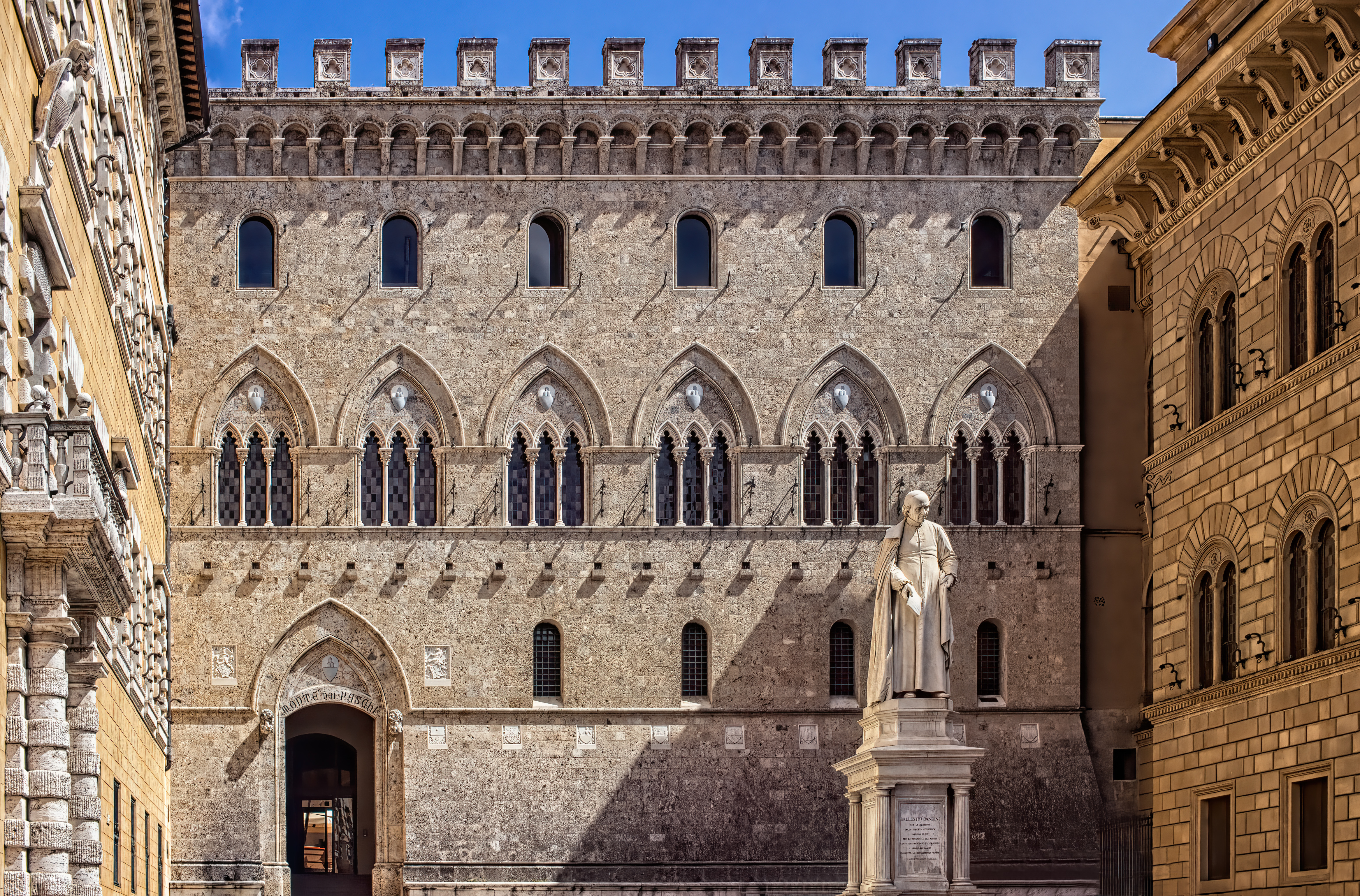
Palazzo Salimbeni
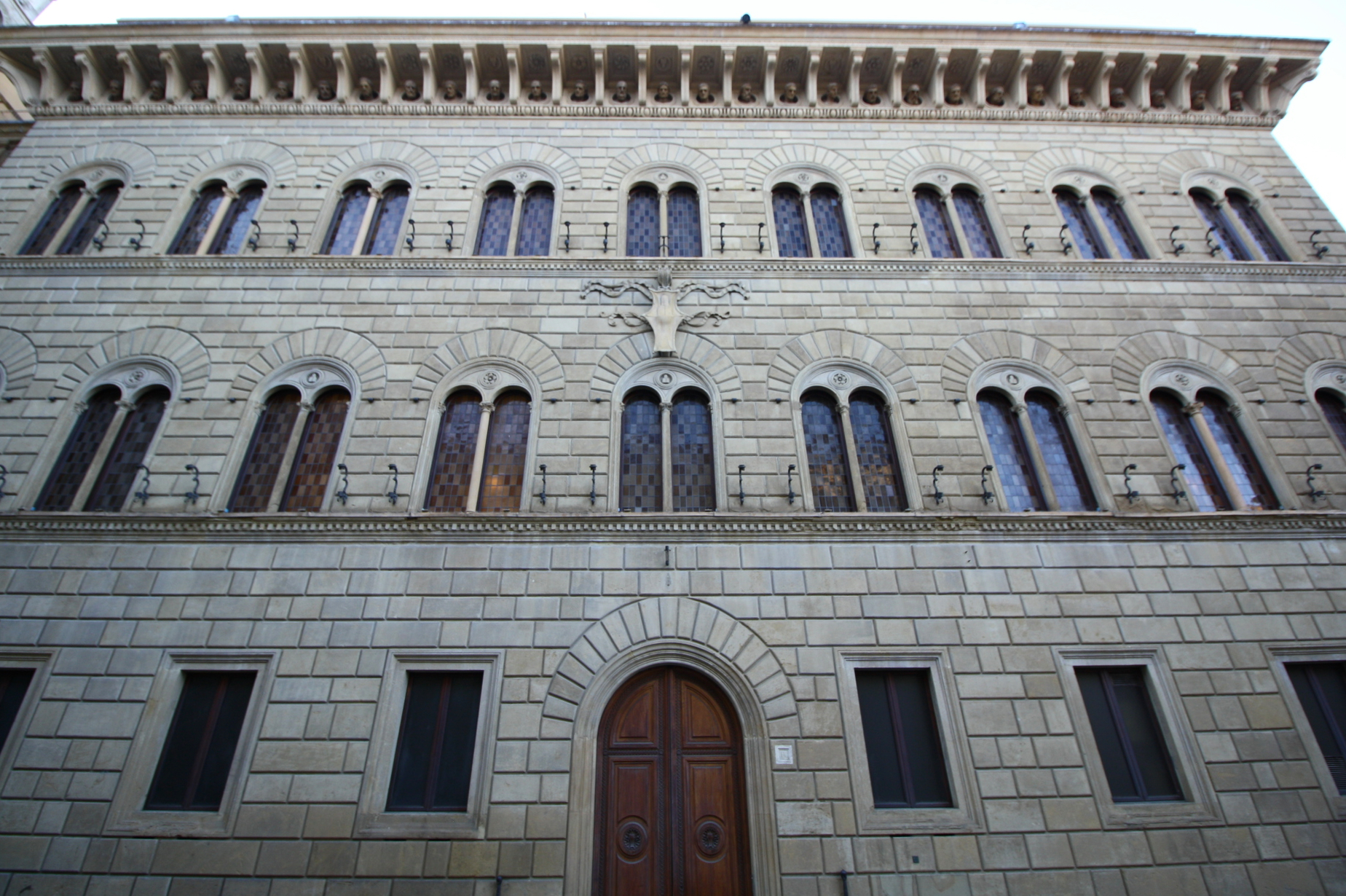
Palazzo Spannocchi
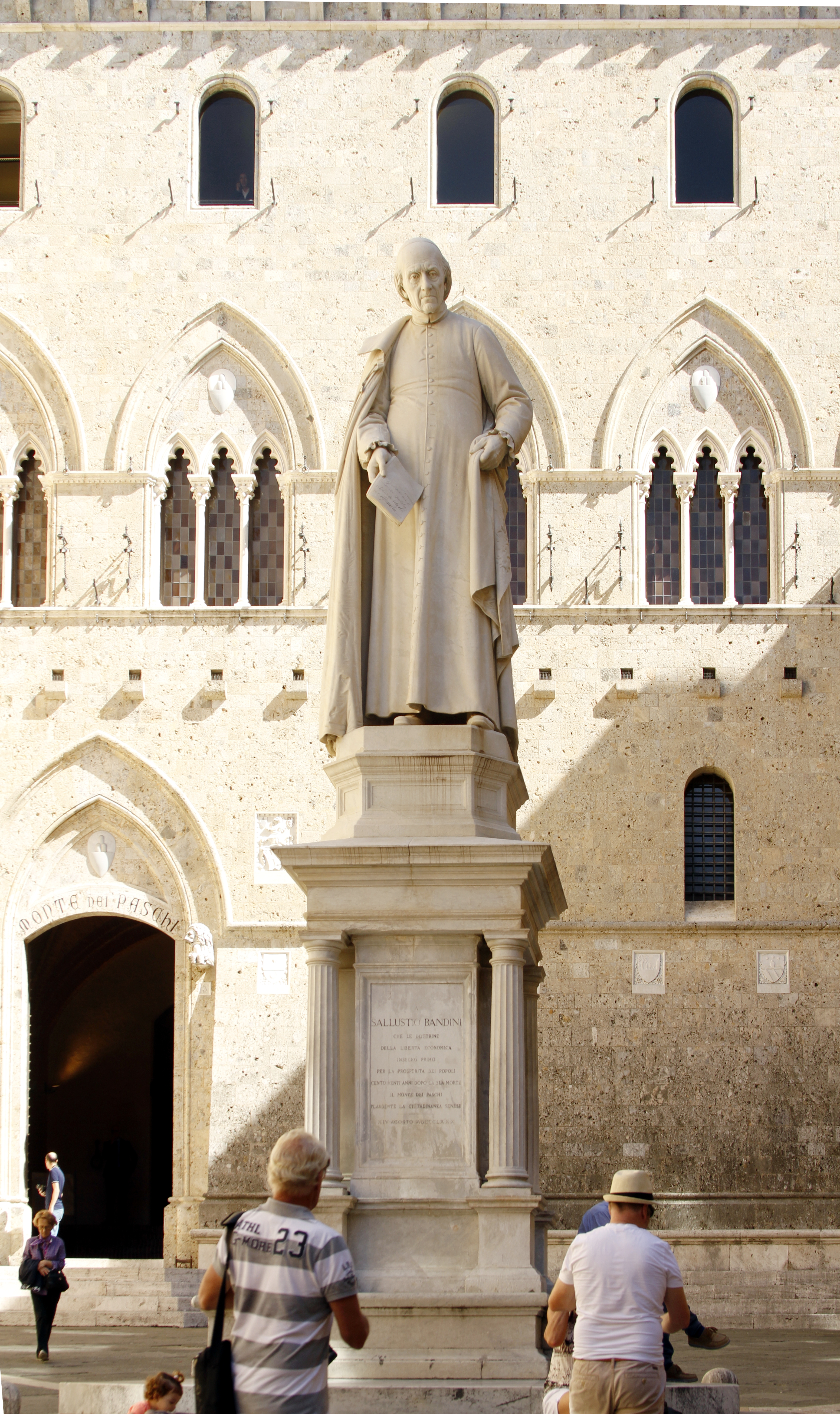
Statua di Sallustio Bandini